# Summer of ’69
Summer of ’69 – piosenka rockowa Bryana Adamsa, wydana w 1985 roku jako singel promujący album Reckless.

## Powstanie
Zdaniem współautora piosenki, Jima Vallance’a, przeszła ona wiele zmian, zanim ukazała się w ostatecznej wersji. Utwór pierwotnie miał tytuł „Best Days Of My Life”, a fraza „Summer of '69” pojawiła się tam wówczas tylko raz. Zdaniem Vallance’a wpływ na tytuł mogły mieć: film Lato roku 1942 (oryg. Summer of '42) oraz piosenka Jacksona Browne’a „Running on Empty”, której fragment brzmi „In '69 I was 21”.

## Treść
Latem 1969 roku Adams miał dziewięć lat. Muzyk wyjaśnił, że rok jest metaforą, a piosenka opowiada o nostalgii i seksie.
Vallance wskazał na wersy, które były zainspirowane innymi piosenkami:
- „I got my first real six string” – „Juke Box Hero” Foreigner („I bought a beat up six-string in a second-hand store”)
- „Standin’ on your mama’s porch, you told me that you’d wait forever” – „Thunder Road” Bruce’a Springsteena („The screen door slams, Mary’s dress waves. Like a vision she dances across the porch as the radio plays”)
- „When you held my hand, I knew that it was now or never” – „I Want to Hold Your Hand” The Beatles[1]

Ponadto Vallance dodał, że fragment „Jimmy quit, Jody got married” odnosił się do ówczesnego ślubu Jody’ego Perpika, dźwiękowca Adamsa.

## Odbiór
Utwór znajdował się w czołówkach europejskich list przebojów, zajął także piąte miejsce na liście Hot 100. W roku 2000 piosenka zajęła czwarte miejsce w zestawieniu Chart Attack The 50 Best Canadian Singles of All Time, a w 2005 roku „Blender” umieścił ją na siedemdziesiątym miejscu w zestawieniu Top 500 Songs of the 80s-00s. W 2009 roku „Summer of ’69” wygrał ankietę brazylijskiego producenta rumu Sagatiba na ulubioną anglojęzyczną piosenkę na lato.

## Pozycje na listach przebojów
| Lista             | Pozycja | Źródło |
| ----------------- | ------- | ------ |
| Austria           | 17      | [ 2 ]  |
| Belgia (Flandria) | 8       | [ 2 ]  |
| Holandia          | 4       | [ 2 ]  |
| Irlandia          | 18      | [ 4 ]  |
| Kanada            | 11      | [ 5 ]  |
| Niemcy            | 62      | [ 2 ]  |
| Norwegia          | 9       | [ 2 ]  |
| Nowa Zelandia     | 7       | [ 2 ]  |
| Polska            | 29      | [ 6 ]  |
| Stany Zjednoczone | 5       | [ 1 ]  |
| Szwecja           | 13      | [ 2 ]  |
| Wielka Brytania   | 42      | [ 1 ]  |